# خنفساء الأيل الكاذبة
خنافس الأيل الكاذبة (الاسم العلمي: Diphyllostoma)، هي مجموعة خنافس تتكون من ثلاثة أنواع من الخنافس النادرة المعروفة فقط في كاليفورنيا. لا يُعرف شيئًا تقريبًا عن تاريخ حياتها، حيث أن الخنافس البالغة منها نهارية والإناث عديمة الطيران؛ اليرقات لم يتم ملاحظتها.
يتراوح طولها من 5 إلى 9 مم؛ أجسامها طويلة، ذات لون بني باهت مائل إلى البني المُحمر. وجسمها وساقيها مغطاة بالشعر الطويل.
تم تصنيف Dipyllostoma في الأصل مع خنافس الأيل، وهي تتميز بعدد من الخصائص التي لايشاركها أي نوع آخر من خنافس الأيل، ولذا في عام 1972، اقترح هولواي إنشاء فصيلة منفصلة (Diphyllostomatidae)، والتي تم قبولها منذ ذلك الحين.

## الأنواع
- Diphyllostoma fimbriatum (Fall), 1901
- Diphyllostoma linsleyi Fall, 1932
- Diphyllostoma nigricollis (Fall), 1901